# Tmesisternus sulcatus
Tmesisternus sulcatus es una especie de escarabajo del género Tmesisternus, familia Cerambycidae. Fue descrita científicamente por Aurivillius en 1911.
Habita en Papúa Nueva Guinea. Esta especie mide 11-22 mm.